# HLA-B15

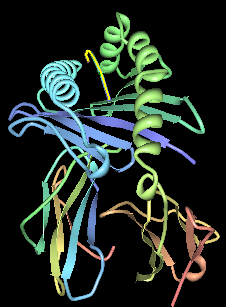

HLA-B15 هو نمط مصلي من مستضد الكريات البيضاء البشرية-ب.